# Pinanga tomentella
Pinanga tomentella är en enhjärtbladig växtart som beskrevs av Odoardo Beccari. Pinanga tomentella ingår i släktet Pinanga och familjen Arecaceae. Inga underarter finns listade i Catalogue of Life.